# Batalla de la Plaza Muranowski

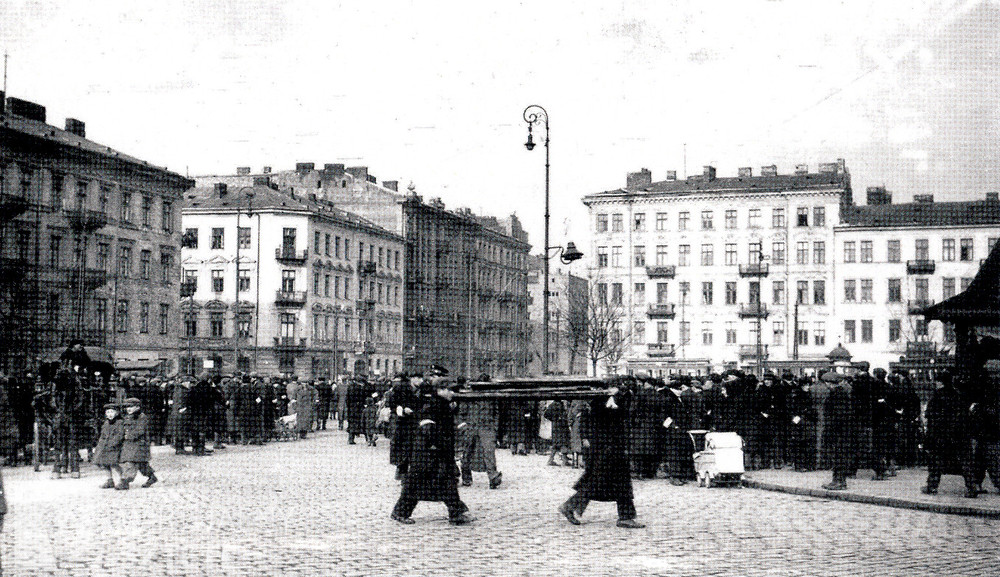
Plaza Muranowski en Varsovia

La batalla de la Plaza Muranowski fue una batalla entre las unidades de la Unión Militar Judía (ŻZW) y el ejército de la Alemania nazi, que tuvo lugar durante el Levantamiento del gueto de Varsovia del 19 al 22 de abril de 1943. La lucha entre las fuerzas de pacificación alemanas bajo el mando de Jürgen Stroop, que estaban liquidando el gueto, y las fuerzas insurgentes judías de ŻZW, bajo el mando de Paweł Frenkel, tuvo lugar en la Plaza Muranowski, ahora inexistente.
Según los relatos de dos soldados de Kadra Bezpieczeństwa: Władysław Zajdler y Henryk Iwański, la lucha se reanudó en los días 27 y 28 de abril de 1943 y la unidad polaca de Kadry Bezpieczeństwa debía participar en ella en ese momento.

## Historia

### Génesis

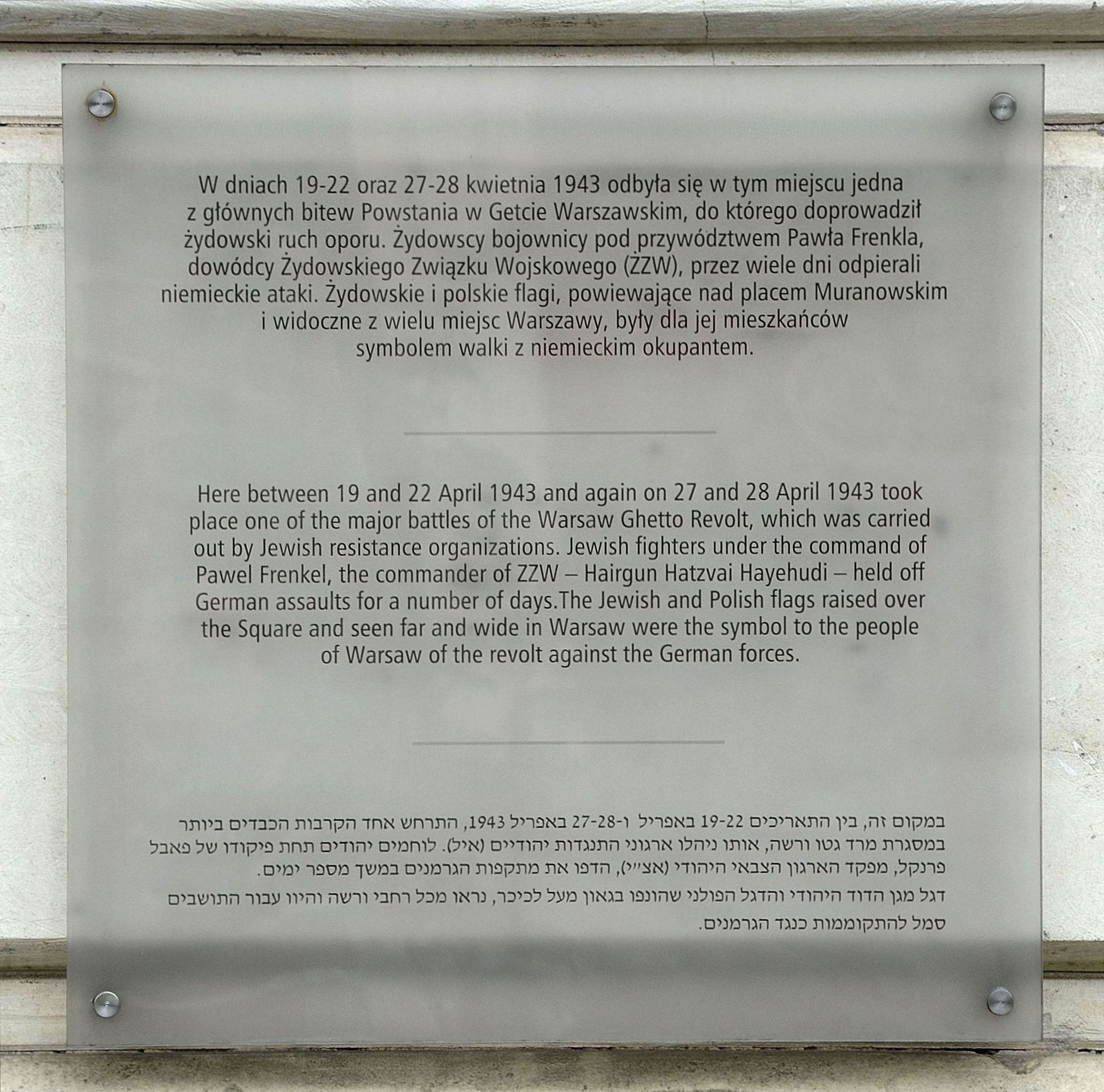
Placa conmemorativa de las luchas de ŻZW en Plaza Muranowski (Calle Muranowska 1).

Después de la liquidación del gueto de Varsovia por los nazis en el verano de 1942, durante la cual unos 300 mil judíos fueron trasladados al campo del exterminio Treblinka y asesinados allí, un grupo de jóvenes activistas judíos fundó dos organizaciones militares para luchar contra los nazis: la Organización Judía de Combate (ŻOB), que estaba asociada con el Bund, el movimiento político de izquierda, y la Unión Militar Judía (ŻZW), asociada con los sionistas-revisionistas de derecha. Estas organizaciones, debido a diferencias políticas, no llegaron a un acuerdo en cuanto a la cuestión de la unión de fuerzas (la mayoría representada por ŻOB, propuso a los revisionistas unirse a sus filas una por una, no como una organización independiente). Según la relación de Marek Edelman, unos días antes del estallido del levantamiento, en el gueto había tenido lugar una reunión entre dos grupos armados judíos. Además de Edelman, ŻOB fue también representado por Mordechai Anielewicz e Icchak Cukierman. Según Edelman, los combatientes de ŻZW sacaron los revólveres y, chantajeando a los miembros de ŻOB, intentaron  obligarlos a subordinar a su organización. Entre los dos grupos, hubo una agarrada y un tiroteo en el que, afortunadamente, nadie resultó herido. Los combatientes no llegaron a un acuerdo, pero más tarde, por razones pragmáticas, se decidieron a una cooperación militar limitada, y dividieron las zonas de influencia en defensa del territorio del gueto en un caso de otra entrada de tropas alemanas.

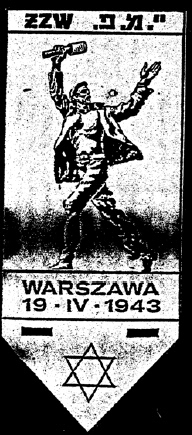
Gallardete de la Unión Militar Judía.

La zona de actividad militar de la Unión Militar Judía fueron los alrededores de la ahora inexistente Plaza Muranowski, situada entre calles Muranowska y Nalewki (que todavía tampoco existe), en el distrito Muranów en Varsovia (este lugar corresponde a la actual intersección de calles Stawki y Józefa Lewartowskiego). En calle Muranowska 7 se encontraba el cuartel general de ŻZW. Las tropas de la Unión se dividieron en tres grupos: dos de ellos defendían los así llamados szopy, fábricas donde trabajaban los prisioneros del gueto, ubicadas fuera del muro del gueto reducido después de la liquidación. El tercer grupo, mucho más grande, estaba ubicado en la Plaza Muranowski, donde seis tropas, cada una de ellas formada por 20 soldados, tomaron posiciones en casas en calle Muranowska con los números 1, 3, 5, 7-9 y 40. Las posiciones de ŻZW estaban colindantes con las posiciones de ŻOB, que ocupaban las casas en calles: Zamenhofa, Miła, Gęsia y Nalewki. Las tropas de ŻZW en la plaza Muranowski disponían de un arsenal bien armado (a las condiciones tan difíciles), situado en una casa abandonada en calle Muranowska 7. Un historiador judío y testigo presencial, Emanuel Ringelblum, que visitó el cuartel de ŻZW y quedó impresionado por el arsenal de armas que habían reunido, describió en su diario las preparaciones para el levantamiento. Vio varios tipos de armas, colgadas en las paredes y también fue testigo de la compra de su siguiente lote por los combatientes judíos.

### Batalla de la Plaza Muranowski
Las luchas en la plaza comenzaron inmediatamente después del comienzo del levantamiento, el 19 de abril de 1943, y duraron al menos 3 días. Según David Wdowiński, soldado y comandante de ŻZW, en la casa de calle Muranowska 7-9, donde se encontraba el cuartel general de ŻZW, se colgó una bandera judía de color azul y blanco que debía estar ubicada 5 días después del comienzo del levantamiento. Según otros relatos, había dos banderas colgadas allí: una azul y blanca judía y una blanca y roja polaca; lo confirman los relatos de los historiadores Emanuel Ringelblum, Władysław Bartoszewski y  de Alicia Kaczyńska que anotó este hecho en sus memorias. Las dos banderas están mencionadas también en el informe de Jürgen Stroop y en la relación de Stroop escrita por su compañero de prisión de posguerra, Kazimierz Moczarski, en Rozmowy z katem.

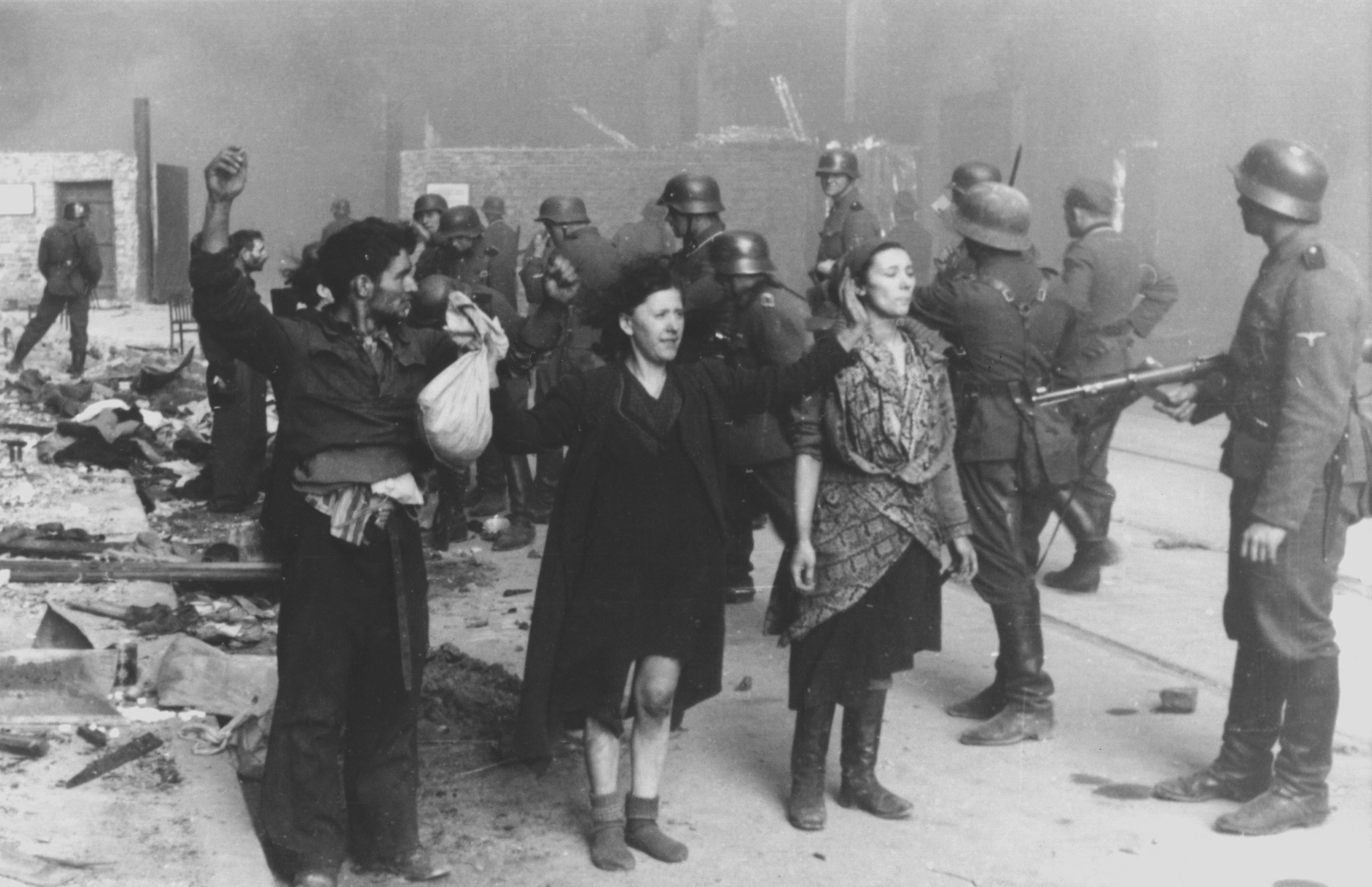
Fotografía del Informe Stroop. Inscripción original alemana: "Estos bandidos opusieron resistencia armada".

El primer enfrentamiento tuvo lugar cuando las tropas alemanas se acercaron desde calle Nalewki por la mañana el 19 de abril: los insurgentes abrieron fuego con ametralladoras y ametralladoras ligeras, y forzaron a los nazis a retirarse, lo que ocurrió el mismo día por la tarde. Durante los combates de ese día, dos comandantes de ŻZW, Paweł Frenkel y León Rodal, disfrazados de oficiales de las SS, se acercaron a una unidad de soldados ucranianos agrupados cerca de la plaza y los atacaron por sorpresa, liberando unidades judías y restableciendo su contacto con el resto de los insurgentes. Según Kazimierz Iranek-Osmecki, que más tarde fue el jefe del espionaje de Comisaría Central de AK (en español, Ejército Nacional), los alemanes, después de dominar el punto de resistencia ŻOB en calle Gęsia, alrededor de las 4 de la tarde, atacaron las posiciones de ŻZW en la Plaza Muranowski, comandada por Paweł Frenkel.

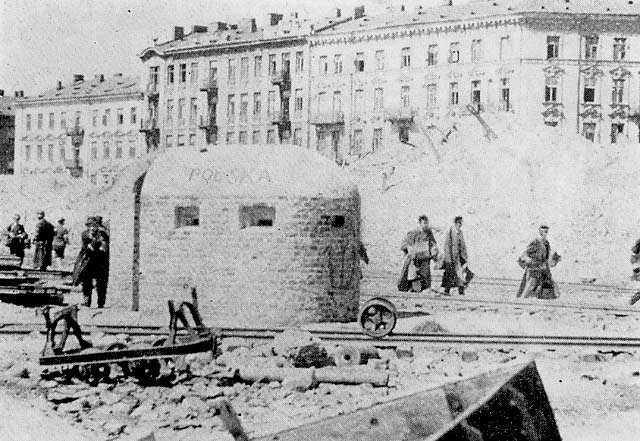
Casas en calle Muranowska 6-10 durante el Levantamiento de Varsovia en 1944.

En la noche del 19 al 20 de abril, el mando de la ŻZW tuvo una reunión durante la cual se decidió distribuir las reservas de armas entre todos los insurgentes, para que no cayera en manos de los nazis en caso de que éstos conquistaran un arsenal. Las luchas duras continuaron durante los días siguientes, y después de que Jürgen Stroop tomó el mando del ejército nazi, se intensificaron aún más, porque los alemanes utilizaron tácticas de destruir casas particulares, quemarlas y bombardearlas con cañones pesados. Los insurgentes, utilizando los pasillos escondidos entre las casas, atacaron por sorpresa, pero al mismo tiempo perdían la comunicación y sólo pudieron contactarse durante la noche. En el cuarto día de la batalla, a la tropa de Muranów se unió un grupo de ŻZW de szop szczotkarzy de calle Świętojerska, que fue capturado por una tropa blindada alemana. Según Wdowiński, en el quinto día del levantamiento, todavía había una bandera en el edificio del comando en la Plaza Muranowski, y los insurgentes se defendieron disparando desde las ventanas.
Poco se sabe sobre el destino de las tropas de ŻZW en el gueto central después de que perdieron contacto entre sí. El 21 de abril una unidad de ŻZW luchó en calles Franciszkańska y Miła. En este día, una parte de las tropas se retiró detrás del muro del gueto, intentando, con la ayuda de la organización polaca Miecz i Pług, salir de Varsovia hacia el bosque cerca de Otwock. Sin embargo, fueron entregados a los alemanes por MiP (una organización penetrada por agentes de la Gestapo) y murieron en una batalla en el camino cerca de Otwock. Algunas de las unidades se quedaron en el gueto y siguieron luchando. El 2 de mayo de 1943, el grupo se trasladó fuera del muro del gueto a un piso en calle Grzybowska, donde también fueron rodeados y asesinados.

### Relato de Władysław Zajdler
Según la relación de Władysław Zajdler “Żarski”, el 27 de abril en las batallas en Plaza Muranowski también participó la tropa “W” de 18 personas del pelotón de Korpus Bezpieczeństwa (una organización autónoma asociada con Armia Krajowa), bajo el mando de Henryk Iwański “Bystry" de Korpus Bezpieczeństwa, formada por el grupo comandado por Władysław Zajdler "Żarski" y la sección de Lejewski „Garbarz”. Según Zajdler, el 27 de abril los polacos llegaron a los que luchaban a través de un túnel, con el suministro de armas, municiones y alimentos, pero debido al completo agotamiento de los insurgentes, reemplazaron la unidad de ŻZW bajo el mando de Dawid Apfelbaum en la posición clave entre las ruinas en la zona de la ya no existente Plaza Muranowski y calle Nalewki (hoy calle Bohaterów Getta), repeliendo los ataques alemanes y letones apoyados por armas blindadas. Como relaciona Żarski:
"En español: “El 26 de abril de 1943, a través de un oficial de enlace de la Unión Militar Judía, recibimos un informe de que el comandante de la sección Dawid Moryc Apfelbaum es herido y exige ayuda en forma de armas y municiones. Las unidades judías recuperaron el acceso a una casa que se extendía por debajo de la carretera y que llega a los sótanos fuera del muro del gueto, en la plaza Muranowski 7... El cuartel general de la KB ordenó organizar el paso de nuestro grupo de combate a la zona del gueto. Se suponía que el grupo se uniría a las luchas, lucharía contra los nazis desde las cercanías de la trinchera y ayudaría a mover a las mujeres y niños heridos al lado "ario".” (...) Bajo la cobertura de dos tanques comenzó un ataque de la infantería de las SS. Granadas y balas de combatientes polacos y judíos que luchaban hombro con hombro cayeron sobre los nazis. El ataque fue repulsado. Los combatientes han recogido armas conseguidas".
En las duras batallas defensivas durante todo el día, iban a morir tres subcomandantes de Iwański, su hermano y sus dos hijos, y también diez judíos, entre ellos Dawid Apfelbaum. El mismo Iwański resultó herido y, junto con otros 30 heridos, fue llevado por sus soldados sobrevivientes a través de un túnel. Según algunas redacciones: "Junto con ŻZW, en ese día una unidad de Korpus Bezpieczeństwa bajo el mando del Capitán Iwański (...) lucha en el gueto, soportando ciertas pérdidas (entre otros la muerte de hijo de Iwański)".
Henryk Iwański relacionaba también que, junto con KB, había suministrado armas a ŻZW antes de la acción: "Suministramos (…) desde 1940 hasta 1943 armas, municiones y granadas (...) En marzo y abril de 1943, antes del estallido del levantamiento, suministramos al gueto grandes cantidades de ametralladoras y armas de mano, municiones y varias cajas de granadas "filipinki" (...) Durante el levantamiento en el gueto nuestro pueblo, principalmente bomberos-miembros del OW KB suministraron municiones a los combatientes judíos unas 20 veces". Las relaciones de Iwański fueron confirmadas también por el oficial de enlace entre ŻZW y OW-KB  Tadeusz Bednarczyk "Bednarz", que entregaba armas personalmente a los judíos.

#### Controversias
Los historiadores no están de acuerdo con la participación de los polacos de Korpus Bezpieczeństwa en las luchas de Plaza Muranowski el 27 de abril de 1943. Algunos historiadores cuestionan la veracidad de las relaciones de Władysław Zajdler “Żarski”: según Barbara Engelking y Jacek Leociak, esta relación no está confirmada por ninguna otra fuente, y se sabe que las tropas de ŻZW abandonaron el gueto antes del 27 de abril. Por lo tanto, aunque este relato es auténtico, según estos historiadores, Zajdler está equivocado en cuanto a la fecha o lugar de las luchas.
Según Dariusz Libionka y Laurence Weinbaum, no sólo Zajdler, sino también Iwański falsificaron las relaciones sobre su participación en las luchas del gueto para obtener privilegios de veteranos. Argumentan que el relato de Zajdler sobre la batalla no apareció hasta 1962, y en su anterior y muy extenso relato de 1948, Iwański no menciona la batalla del 27 de abril, la muerte de miembros de su familia, o la lucha conjunta contra Zajdler. Libionka y Weinbaum, refiriéndose a otras inexactitudes (por ejemplo, la fecha de la fundación de Korpus Bezpieczeństwa  fue el otoño de 1943), afirman que los relatos de la lucha común con ŻZW de Iwański y Zajdler son falsos. Estos autores también cuestionan el hecho de que en el gueto colgaron dos banderas, una judía y otra polaca. En su opinión, la historia es una hermosa leyenda, desafortunadamente no confirmada por fuentes históricas creíbles. También disputan la existencia de Dawid Apfelbaum.

### Descripción de la batalla en el Informe Stroop

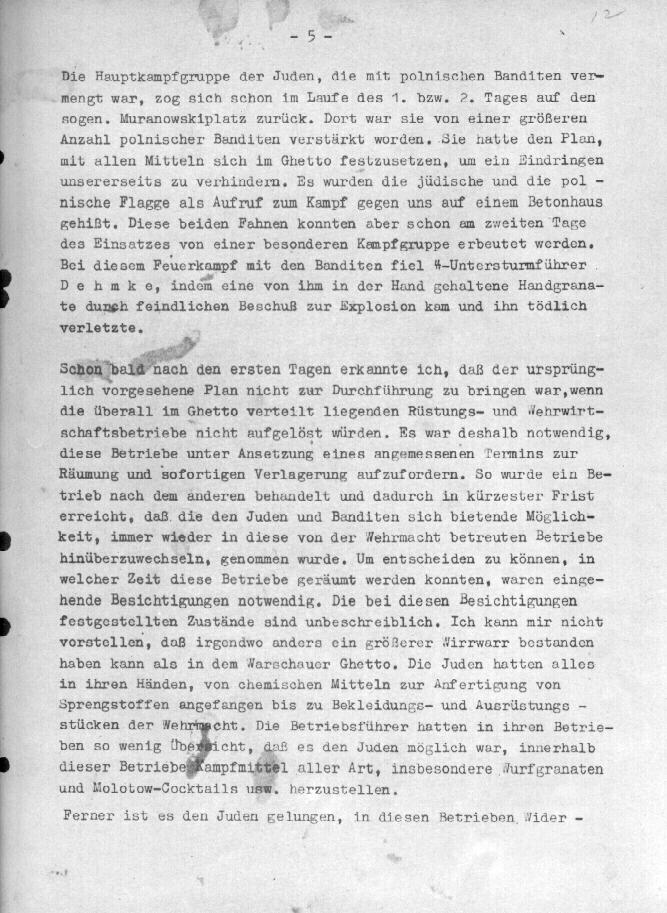
Quinta página del Informe Stroop que describe la Batalla de Plaza Muranowski.

Las actividades bélicas en la Plaza Muranowski también están relacionadas en un informe de 75 páginas de Jürgen Stroop, general de las SS y la policía, quien era el comandante de las unidades alemanas que luchaban contra el levantamiento. Según el informe: "El principal grupo de judíos, mezclado con bandidos polacos, se retiró a la llamada Plaza Muranowski en el primer o segundo día de las luchas. Allí fueron rearmados por un gran grupo de bandidos polacos. Este grupo decidió fortificarse de todas las maneras posibles para evitar que siguiéramos penetrando en el área del gueto. Levantaron dos banderas judías y polacas en el techo del edificio de hormigón como señal para luchar contra nosotros. Estas dos banderas fueron capturadas en el segundo día de la acción durante la incursión del grupo especial de batalla. El Untersturmführer Demke de las SS murió en la lucha contra los bandidos. (Informe Stroop, abril de 1943)".
El 27 de abril, en su informe, Jürgen Stroop anota informaciones que pueden confirmar parcialmente el informe de Żarski. Describe las luchas alemanas contra un gran grupo de insurgentes judíos ubicados en edificios adyacentes a la parte noreste del gueto, ubicados fuera del gueto en Muranów. Stroop envió unidades bajo el mando de Diehl sobre la base de una denuncia, que fue enviada al mando alemán. Los alemanes descubrieron allí a un grupo de 120 personas "fuertemente armadas con armas de fuego, fusiles y ametralladoras ligeras", que resistieron. En la batalla que surgió, "murieron 24 bandidos y 52 fueron detenidos". La lucha se prolongó hasta el día siguiente. Stroop anota: "(...) Arrestamos a 17 polacos, entre ellos dos policías polacos, que deberían haber sabido de la existencia de esta banda. En la operación ganamos 3 fusiles, 12 pistolas, en parte de gran calibre, 100 granadas polacas, 27 cascos alemanes, bastantes uniformes y abrigos alemanes, munición para ametralladoras, 300 cargadores de munición, etc. El oficial del mando de la unidad de asalto tenía una tarea difícil de cumplir, porque muchos bandidos llevaban uniformes alemanes. Pero a pesar de eso, se ocupó de ello enérgicamente. Entre los bandidos que fueron capturados o asesinados había algunos terroristas polacos, a los que sin duda hemos identificado. Hoy hemos descubierto y liquidado con éxito a uno de los fundadores y líderes de una organización militar judeo-polaca."

## Conmemoración
La batalla está conmemorada con la placa de MSI colocada en el edificio en calle Muranowska 1.